# Юрґен Ліц
Юрґен Ліц (нім. Jürgen Litz, 8 жовтня 1938) — німецький академічний веслувальник.
Олімпійський чемпіон 1960 року в складі розпашної четвірки зі стерновим.